# Primeira Divisão de 1994–95
A Primeira Divisão de 1994–95 foi a 61.ª edição do Campeonato Português de Futebol.

## Análise da época
O FC Porto foi o campeão nacional, com 7 pontos de avanço sobre o Sporting.
O FC Porto regressou ao estatuto de campeão nacional, 2 anos depois, muito graças a um domínio total, tomando as rédeas da liderança desde do início e, com alguma facilidade, foi-se limitando a gerir distâncias sobre os seus rivais. A única derrota em 34 jogos dos "azuis e brancos" demonstra o grande poderio dos novos campeões nacionais.
O Sporting, depois de uma época 1993/1994 frustrante, foi o único clube capaz de dar alguma luta ao FC Porto, apesar de, nunca ter, de facto, ameaçado o domínio dos portistas. Apesar disso, o 2.º lugar pode-se considerar como positivo, visto que, desde 1984/1985, que os leões ficaram, sempre, do 3.º lugar para baixo.
O Benfica foi a grande desilusão da época. Após o título de 1993/1994, as águias, com o novo presidente Manuel Damásio, decidiram despedir o treinador campeão Toni, e, no seu lugar, contratar Artur Jorge. O novo técnico operou uma "revolução" no plantel campeão, mudando, quase, na totalidade com os jogadores campeões do ano anterior. Esta revolução, nada de bom trouxe, visto que, o Benfica, desde cedo, se afastou do título e, sofreu, para garantir o 3.º lugar, lugar mais baixo desde 1984/1985.
O Vitória de Guimarães, depois de 3 épocas afastados das competições europeias, voltou a conquistar em tais competições, muito graças a um fantástico 4.º lugar, chegando, inclusivamente, a ameaçar o 3.º lugar do Benfica. Com um futebol vistoso e ofensivo, os vitorianos, regressaram aos patamares mais alto da tabela.
Por fim, destacar o espetacular 5.º lugar do Farense, melhor classificação de sempre do clube algarvio, o que, permitiu aos algarvios participar, pela primeira vez, nas competições europeias.
Essa edição da Primeira Divisão foi a última à adotar o sistema onde que o vencedor da partida ganhasse 2 pontos ao invés de 3 pontos, conforme recomendado pela FIFA.

## Equipas

### Equipas Participantes
| Equipa             | Treinador        | Estádio                           | Cidade      |
| ------------------ | ---------------- | --------------------------------- | ----------- |
| SL Benfica         | Artur Jorge      | Estádio da Luz                    | Lisboa      |
| FC Porto           | Bobby Robson     | Estádio das Antas                 | Porto       |
| Sporting CP        | Carlos Queiroz   | Estádio José Alvalade             | Lisboa      |
| Boavista           | Manuel José      | Estádio do Bessa                  | Porto       |
| Marítimo           | António de Jesus | Estádio dos Barreiros             | Funchal     |
| Vitória FC         | Raul Águas       | Estádio do Bonfim                 | Setúbal     |
| Vitória SC         | Quinito          | Estádio D. Afonso Henriques       | Guimarães   |
| Farense            | Paco Fortes      | Estádio de São Luís               | Faro        |
| Estrela da Amadora | Acácio Casimiro  | Estádio José Gomes                | Amadora     |
| Gil Vicente        | Vítor Oliveira   | Estádio Adelino Ribeiro Novo      | Barcelos    |
| Salgueiros         | Mário Reis       | Estádio Engenheiro Vidal Pinheiro | Porto       |
| Belenenses         | José Romão       | Estádio do Restelo                | Lisboa      |
| União da Madeira   | Ernesto Paulo    | Estádio dos Barreiros             | Funchal     |
| Beira-Mar          | Rodolfo Reis     | Estádio Mário Duarte              | Aveiro      |
| SC Braga           | Manuel Cajuda    | Estádio 1.º de Maio               | Braga       |
| Tirsense           | Eurico Gomes     | Estádio Abel Alves de Figueredo   | Santo Tirso |
| União de Leiria    | Vítor Manuel     | Estádio Dr. Magalhães Pessoa      | Leiria      |
| GD Chaves          | Vítor Urbano     | Estádio Municipal de Chaves       | Chaves      |

### Mudança de Treinadores durante a Época
| Equipa             | Treinador Despedido | Data de Saída | Posição | Treinador Contratado | Data de Entrada |
| ------------------ | ------------------- | ------------- | ------- | -------------------- | --------------- |
| Belenenses         | José Romão          | 01/10/1994    | 16.º    | João Alves           | 02/10/1994      |
| Vitória FC         | Raul Águas          | 01/10/1994    | 18.º    | Diamantino Miranda   | 02/10/1994      |
| Vitória FC         | Diamantino Miranda  | 06/11/1994    | 18.º    | Abel Braga           | 07/11/1994      |
| Estrela da Amadora | Acácio Casimiro     | 20/11/1994    | 12.º    | Fernando Santos      | 20/11/1994      |
| União da Madeira   | Ernesto Paulo       | 27/11/1994    | 17.º    | Arthur Bernardes     | 28/11/1994      |
| Vitória FC         | Abel Braga          | 25/02/1995    | 18.º    | Félix Mourinho       | 26/02/1995      |
| Beira-Mar          | Rodolfo Reis        | 30/04/1995    | 17.º    | Acácio Barreto       | 01/05/1995      |

## Classificações
| Pos | Equipa               | J  | V  | E  | D  | GM | GS | Dif | Pts | Qualificação/Despromoção     |
| --- | -------------------- | -- | -- | -- | -- | -- | -- | --- | --- | ---------------------------- |
| 1   | FC Porto             | 34 | 29 | 4  | 1  | 73 | 15 | +58 | 62  | Liga dos Campeões da UEFA    |
| 2   | Sporting             | 34 | 23 | 9  | 2  | 59 | 21 | +38 | 55  | Taça dos Vencedores de Taças |
| 3   | Benfica              | 34 | 21 | 5  | 8  | 60 | 30 | +30 | 47  | Taça UEFA                    |
| 4   | Vitória de Guimarães | 34 | 16 | 10 | 8  | 54 | 43 | +11 | 42  | Taça UEFA                    |
| 5   | Farense              | 34 | 16 | 5  | 13 | 44 | 38 | +6  | 37  | Taça UEFA                    |
| 6   | União de Leiria      | 34 | 13 | 10 | 11 | 41 | 44 | -3  | 36  |                              |
| 7   | Marítimo             | 34 | 12 | 11 | 11 | 41 | 45 | -4  | 35  |                              |
| 8   | Tirsense             | 34 | 14 | 6  | 14 | 35 | 34 | +1  | 34  |                              |
| 9   | Boavista             | 34 | 12 | 8  | 14 | 40 | 49 | -9  | 32  |                              |
| 10  | Sporting de Braga    | 34 | 11 | 10 | 13 | 34 | 42 | -8  | 32  |                              |
| 11  | Salgueiros           | 34 | 11 | 7  | 16 | 43 | 50 | -7  | 29  |                              |
| 12  | Belenenses           | 34 | 10 | 7  | 17 | 30 | 39 | -9  | 27  |                              |
| 13  | Gil Vicente          | 34 | 7  | 13 | 14 | 30 | 40 | -10 | 27  |                              |
| 14  | Desportivo de Chaves | 34 | 10 | 7  | 17 | 33 | 49 | -16 | 27  |                              |
| 15  | Estrela da Amadora   | 34 | 6  | 14 | 14 | 27 | 40 | -13 | 26  |                              |
| 16  | União da Madeira     | 34 | 7  | 10 | 17 | 30 | 54 | -24 | 24  | Liga de Honra                |
| 17  | Beira Mar            | 34 | 8  | 5  | 21 | 33 | 54 | -21 | 21  | Liga de Honra                |
| 18  | Vitória de Setúbal   | 34 | 3  | 13 | 18 | 25 | 45 | -20 | 19  | Liga de Honra                |

## Resultados
| 1994/1995            | FCP | SCP | SLB | VSC | FAR | UDL | CSM | TIR | BFC | SCB | SAL | BEL | GVC | GDC | CFE | UDM | BMA | VFC |
| FC Porto             |     | 1-1 | 2-1 | 3-0 | 2-0 | 2-0 | 4-1 | 4-0 | 4-2 | 2-0 | 5-2 | 1-0 | 1-0 | 2-0 | 0-0 | 3-0 | 3-0 | 2-0 |
| Sporting             | 0-1 |     | 1-0 | 2-0 | 1-1 | 4-0 | 2-0 | 2-0 | 2-2 | 3-1 | 1-0 | 2-1 | 1-0 | 1-0 | 0-1 | 4-0 | 2-0 | 2-2 |
| Benfica              | 1-1 | 1-2 |     | 1-3 | 2-1 | 1-1 | 3-0 | 1-0 | 4-1 | 1-1 | 3-0 | 2-1 | 0-1 | 5-0 | 3-1 | 3-1 | 2-0 | 1-0 |
| Vitória de Guimarães | 0-1 | 2-2 | 1-3 |     | 2-0 | 3-0 | 0-0 | 1-0 | 2-0 | 4-2 | 3-1 | 3-0 | 3-1 | 1-0 | 1-0 | 2-1 | 1-0 | 1-1 |
| Farense              | 0-3 | 0-2 | 4-1 | 3-0 |     | 1-1 | 4-0 | 1-0 | 1-0 | 0-1 | 1-0 | 1-0 | 2-0 | 2-0 | 2-0 | 2-1 | 3-0 | 2-0 |
| União de Leiria      | 0-2 | 0-3 | 1-0 | 2-1 | 5-0 |     | 2-2 | 1-0 | 1-1 | 2-1 | 2-1 | 1-0 | 3-0 | 1-0 | 1-0 | 1-2 | 3-1 | 1-0 |
| Marítimo             | 2-1 | 0-2 | 0-3 | 2-3 | 2-1 | 2-0 |     | 1-0 | 2-0 | 1-1 | 2-2 | 3-0 | 1-0 | 4-1 | 0-0 | 1-0 | 3-2 | 3-2 |
| Tirsense             | 0-2 | 1-1 | 1-3 | 3-3 | 3-0 | 2-1 | 0-1 |     | 2-1 | 1-0 | 1-3 | 3-0 | 3-1 | 0-1 | 3-1 | 2-0 | 2-0 | 1-0 |
| Boavista             | 1-2 | 1-1 | 1-3 | 1-1 | 2-1 | 2-0 | 1-0 | 2-0 |     | 0-0 | 1-0 | 1-0 | 1-1 | 1-4 | 2-1 | 3-1 | 1-0 | 0-0 |
| SC Braga             | 1-4 | 0-2 | 0-2 | 3-1 | 0-0 | 2-0 | 2-2 | 0-0 | 1-2 |     | 2-1 | 4-2 | 1-1 | 1-0 | 2-0 | 2-0 | 1-0 | 2-1 |
| Salgueiros           | 1-2 | 2-3 | 1-2 | 0-0 | 0-3 | 2-2 | 0-0 | 0-2 | 2-1 | 0-0 |     | 1-0 | 1-1 | 3-1 | 6-0 | 0-2 | 2-1 | 3-2 |
| Belenenses           | 0-2 | 0-1 | 1-1 | 1-2 | 1-0 | 0-0 | 1-0 | 0-1 | 3-1 | 0-1 | 1-0 |     | 1-1 | 3-1 | 0-0 | 3-0 | 3-0 | 1-0 |
| Gil Vicente          | 0-1 | 1-2 | 1-0 | 2-2 | 1-1 | 1-1 | 3-2 | 0-1 | 1-2 | 3-2 | 0-0 | 1-1 |     | 2-0 | 1-1 | 0-0 | 0-1 | 3-0 |
| Desportivo de Chaves | 0-4 | 1-2 | 0-1 | 1-1 | 1-2 | 1-1 | 1-1 | 0-0 | 3-1 | 1-0 | 0-1 | 0-0 | 2-1 |     | 1-0 | 5-1 | 3-2 | 0-0 |
| Estrela da Amadora   | 0-1 | 0-2 | 0-0 | 1-1 | 2-1 | 2-3 | 1-1 | 0-0 | 1-0 | 4-0 | 4-0 | 2-3 | 1-1 | 1-1 |     | 1-1 | 1-1 | 0-0 |
| União da Madeira     | 0-0 | 1-1 | 0-2 | 3-3 | 3-0 | 1-0 | 2-2 | 1-1 | 1-1 | 0-0 | 0-4 | 0-1 | 2-0 | 0-1 | 0-1 |     | 1-0 | 3-0 |
| Beira-Mar            | 0-2 | 0-1 | 1-2 | 2-3 | 1-3 | 2-2 | 1-0 | 1-0 | 3-1 | 2-0 | 1-2 | 3-2 | 0-0 | 4-2 | 2-0 | 1-1 |     | 1-1 |
| Vitória de Setúbal   | 2-3 | 1-1 | 1-2 | 1-0 | 1-1 | 2-2 | 0-0 | 1-2 | 1-3 | 0-0 | 1-2 | 0-0 | 0-1 | 0-1 | 0-0 | 4-1 | 1-0 |     |
| -------------------- | --- | --- | --- | --- | --- | --- | --- | --- | --- | --- | --- | --- | --- | --- | --- | --- | --- | --- |

## Melhores Marcadores
| CI. | Jogador           | Equipa     | Golos |
| --- | ----------------- | ---------- | ----- |
| 1   | Hassan            | Farense    | 21    |
| 2   | Domingos          | FC Porto   | 19    |
| 3   | Marcelo           | Tirsense   | 17    |
| 4   | Artur             | Boavista   | 16    |
| 5   | Edmilson          | Salgueiros | 15    |
| 6   | Isaías            | Benfica    | 14    |
| 6   | Edinho            | GD Chaves  | 14    |
| 6   | Paulo Alves       | Marítimo   | 14    |
| 9   | Nélson Bertolazzi | U. Leiria  | 12    |
| 10  | Alex Bunbury      | Marítimo   | 11    |

## Média de Espectadores
| Clube        | Média  | +/-   |
| ------------ | ------ | ----- |
| FC Porto     | 31.941 | 48,8% |
| Sporting     | 30.059 | 0,8%  |
| Benfica      | 24.000 | 23,3% |
| Marítimo     | 10.294 | 5,9%  |
| V. Guimarães | 10.235 | 17,2% |
| SC Braga     | 8.353  | 3,3%  |
| Farense      | 7.235  | 2,8%  |
| U. Leiria    | 6.471  | Novo  |
| V. Setúbal   | 6.382  | 37,3% |
| Beira-Mar    | 5.941  | 5,2%  |
| GD Chaves    | 5.706  | Novo  |
| Belenenses   | 5.176  | 18,9% |
| Salgueiros   | 4.765  | 6,6%  |
| Tirsense     | 4.765  | Novo  |
| Gil Vicente  | 4.588  | 25,4% |
| Boavista     | 4.529  | 44,0% |
| E. Amadora   | 4.029  | 21,7% |
| U. Madeira   | 2.047  | 36,7% |
| TOTAL        | 9.807  | 2,4%  |
| Fonte        | [ 1 ]  | [ 1 ] |

## Campeão

### Plantel Campeão
| Pos.   | Jogador         | Idade | Jogos | Golos |
| ------ | --------------- | ----- | ----- | ----- |
| GR     | Vítor Baía      | 25    | 33    | -     |
| GR     | Cândido         | 24    | 2     | -     |
| GR     | Vítor Nóvoa     | 32    | 1     | -     |
| D      | João Pinto      | 33    | 31    | -     |
| D      | Secretário      | 25    | 29    | 5     |
| D      | Bandeirinha     | 32    | 2     | -     |
| D      | Rui Jorge       | 22    | 15    | -     |
| D      | Paulinho Santos | 24    | 29    | -     |
| D      | Aloísio         | 31    | 31    | 5     |
| D      | Zé Carlos       | 30    | 28    | 8     |
| D      | Jorge Costa     | 23    | 13    | 1     |
| M      | Emerson         | 23    | 31    | 5     |
| M      | Kulkov          | 28    | 24    | 2     |
| M      | André           | 37    | 5     | -     |
| M      | Rui Filipe †    | 26    | 1     | 1     |
| M      | Semedo          | 30    | 2     | -     |
| M      | Walter Paz      | 22    | -     | -     |
| M      | Rui Barros      | 29    | 27    | 9     |
| M      | Latapy          | 26    | 14    | 1     |
| A      | Jorge Couto     | 24    | 4     | -     |
| A      | Jaime Magalhães | 32    | 1     | -     |
| A      | N'Tsunda        | 20    | -     | -     |
| A      | Folha           | 23    | 27    | 6     |
| A      | Drulović        | 26    | 23    | 5     |
| A      | Kostadinov      | 27    | 2     | 1     |
| A      | Domingos        | 26    | 32    | 19    |
| A      | Yuran           | 25    | 23    | 4     |
| A      | Baroni          | 29    | 14    | 1     |
| A      | Zwane           | 21    | -     | -     |
|        |                 |       |       |       |
| T      | Bobby Robson    | 62    |       |       |
| Fonte: |                 |       |       |       |